# Carlos Daniel Castro
Carlos Daniel Castro (Medellín, Antioquia, Colombia; 8 de enero de 1999) es un futbolista colombiano que juega como carrilero izquierdo en Patriotas FC de la Primera División de Colombia . Es hijo del exfutbolista Carlos Castro.

## Trayectoria
Llegó a las divisiones inferiores del Independiente Medellín a los 7 años. Sin embargo, en busca de que sumara minutos como profesional, en el 2018 fue cedido al Atlético Fútbol Club de la Categoría Primera B de Colombia. En el Atlético Fútbol Club disputó 6 partidos.   
En el 2019 regresó al Independiente Medellín, su debut con el equipo rojo fue el 10 de octubre de 2019 en la victoria 3-0 sobre el Cúcuta Deportivo.

## Clubes

### Formativo
| Club                   | País     | Año         |
| ---------------------- | -------- | ----------- |
| Independiente Medellín | Colombia | 2006 - 2017 |

### Profesional
| Club                   | País      | Año         |
| ---------------------- | --------- | ----------- |
| Atlético de Cali       | Colombia  | 2018        |
| Independiente Medellín | Colombia  | 2019 - 2021 |
| HNK Vukovar '91        | Croacia   | 2021        |
| Jaguares de Córdoba    | Colombia  | 2021 - 2022 |
| UCV FC                 | Venezuela | 2023        |
| Patriotas FC           | Colombia  | 2024        |

## Palmarés

### Torneos nacionales
| Título        | Club                   | País     | Año  |
| ------------- | ---------------------- | -------- | ---- |
| Copa Colombia | Independiente Medellín | Colombia | 2019 |
| Copa Colombia | Independiente Medellín | Colombia | 2020 |